# Apagomera
Apagomera is een kevergeslacht uit de familie van de boktorren (Cerambycidae). De wetenschappelijke naam van het geslacht werd voor het eerst geldig gepubliceerd in 1881 door Bates.

## Soorten
Apagomera omvat de volgende soorten:
- Apagomera aereiventris (Tippmann, 1960)
- Apagomera bravoi Galileo & Martins, 2009
- Apagomera jaguarari Galileo & Martins, 1998
- Apagomera seclusa Lane, 1965
- Apagomera tipitinga Galileo & Martins, 1998
- Apagomera triangularis (Germar, 1824)